# La Montalbana

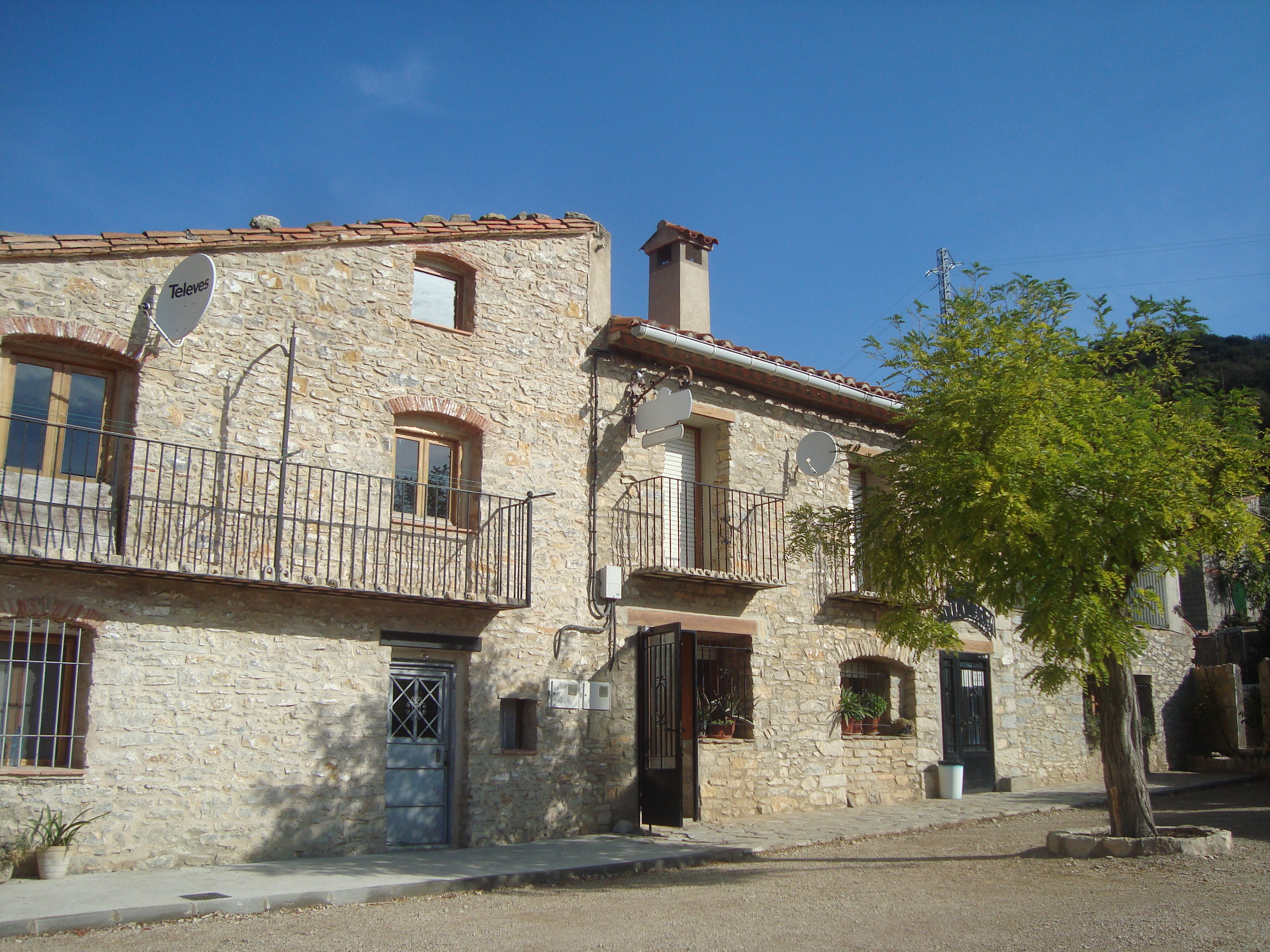
La Montalbana, Ares del Maestre

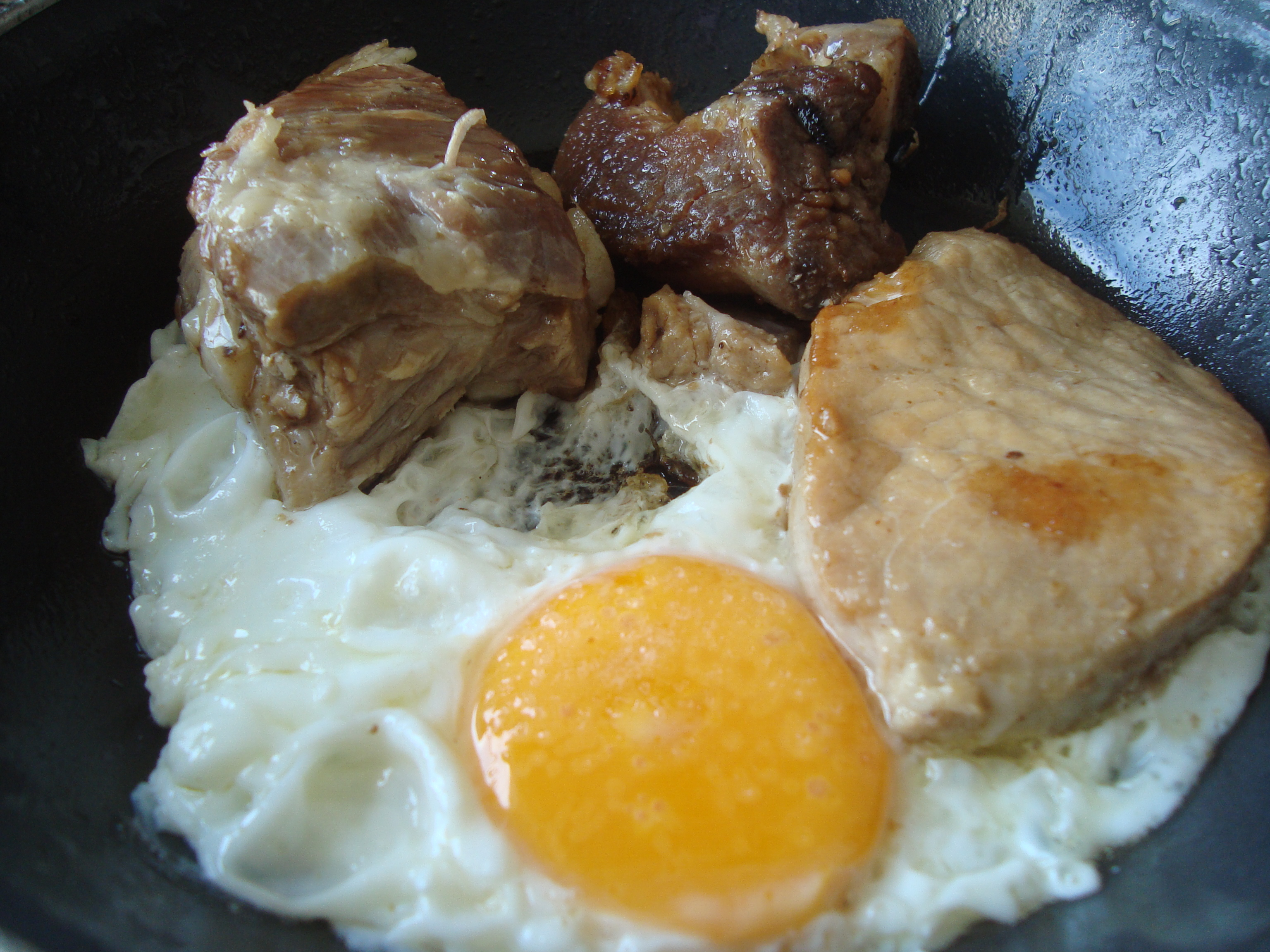
Gastronomía: "Carn de Perol", es una conserva de carne de cerdo frita y conservada en aceite de oliva.

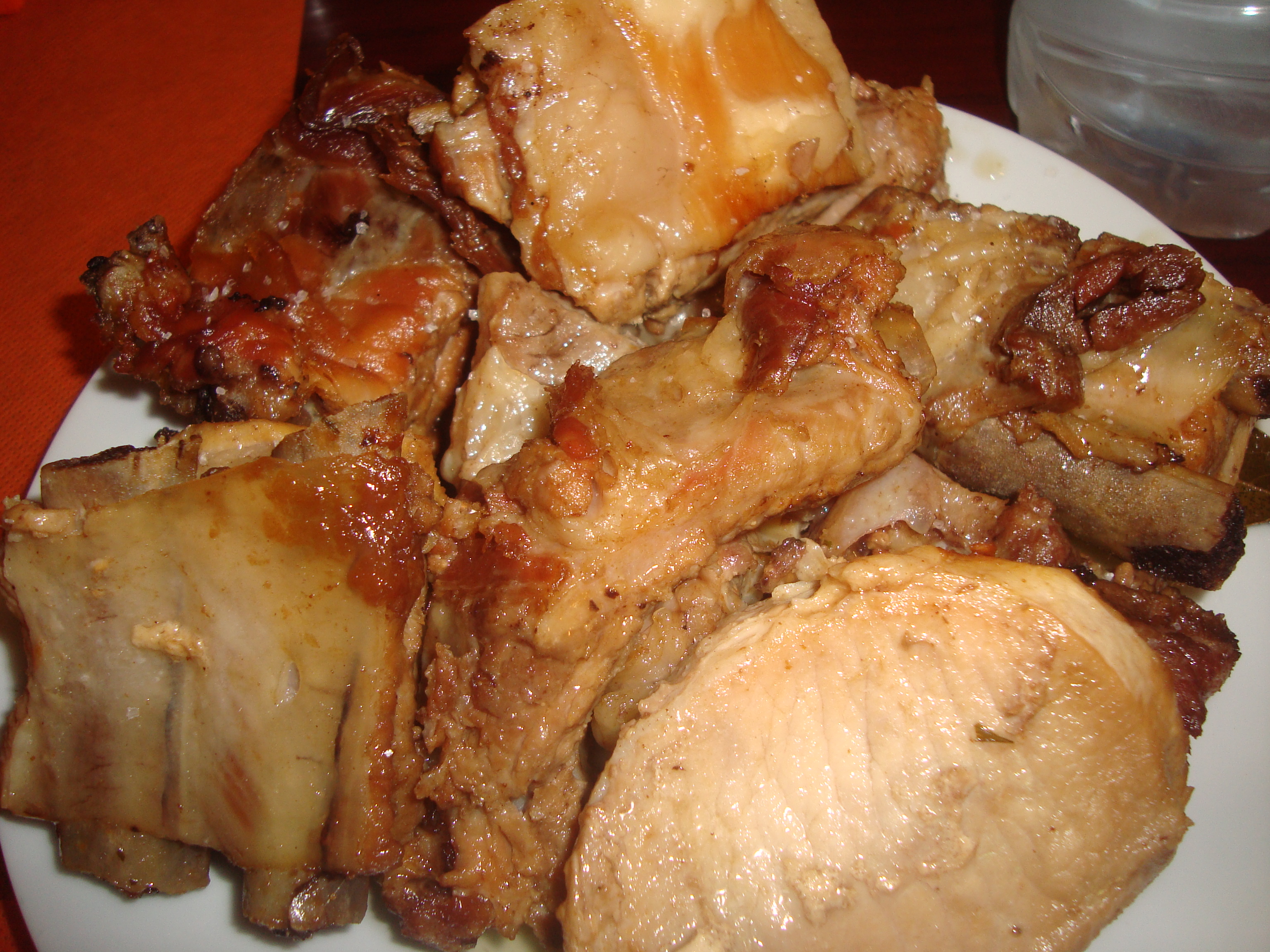
"Carn de perol". Conserva de carne de cerdo frita y conservada sumergida en aceite de oliva.

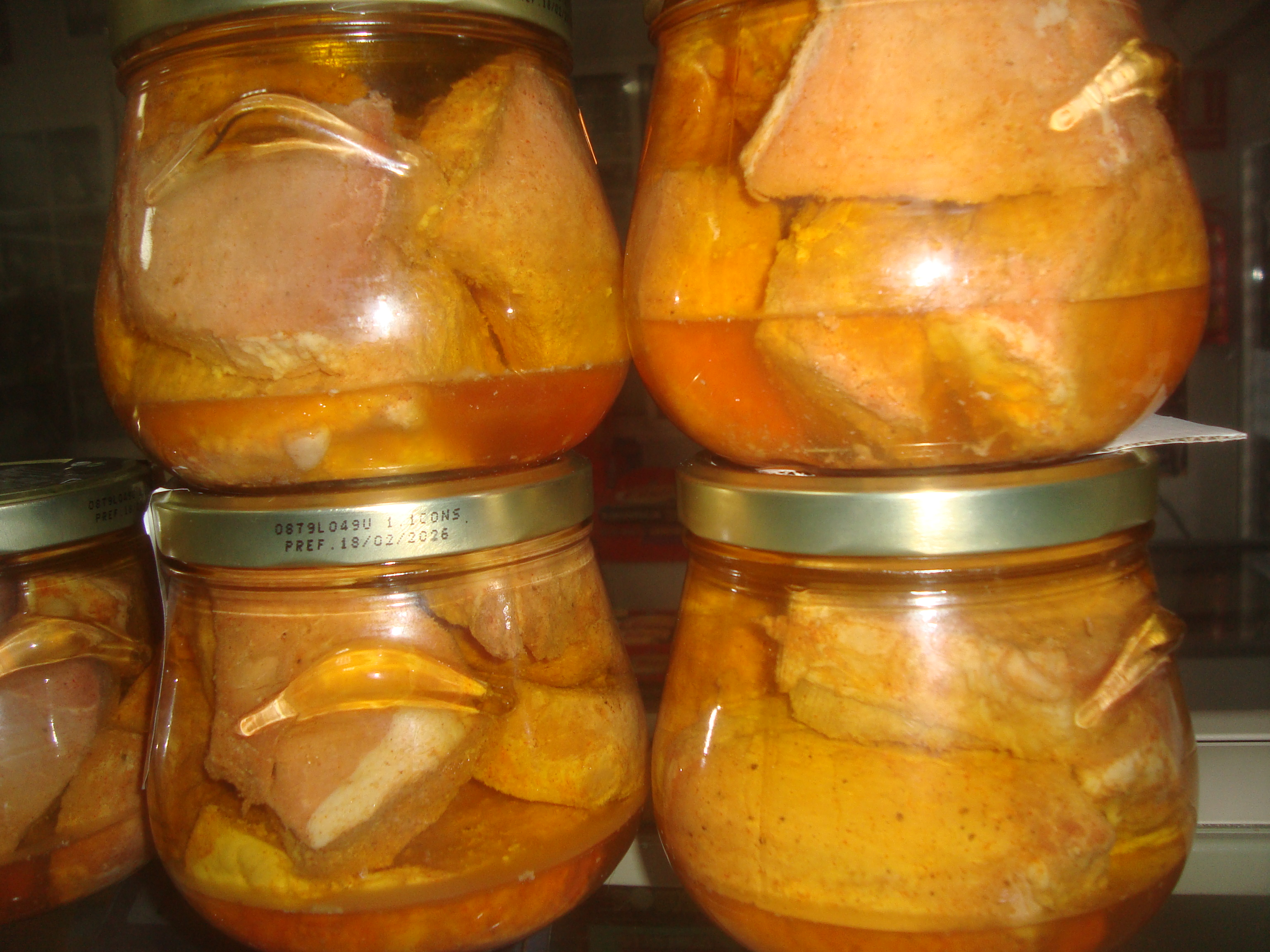
Frito, carn de perol.

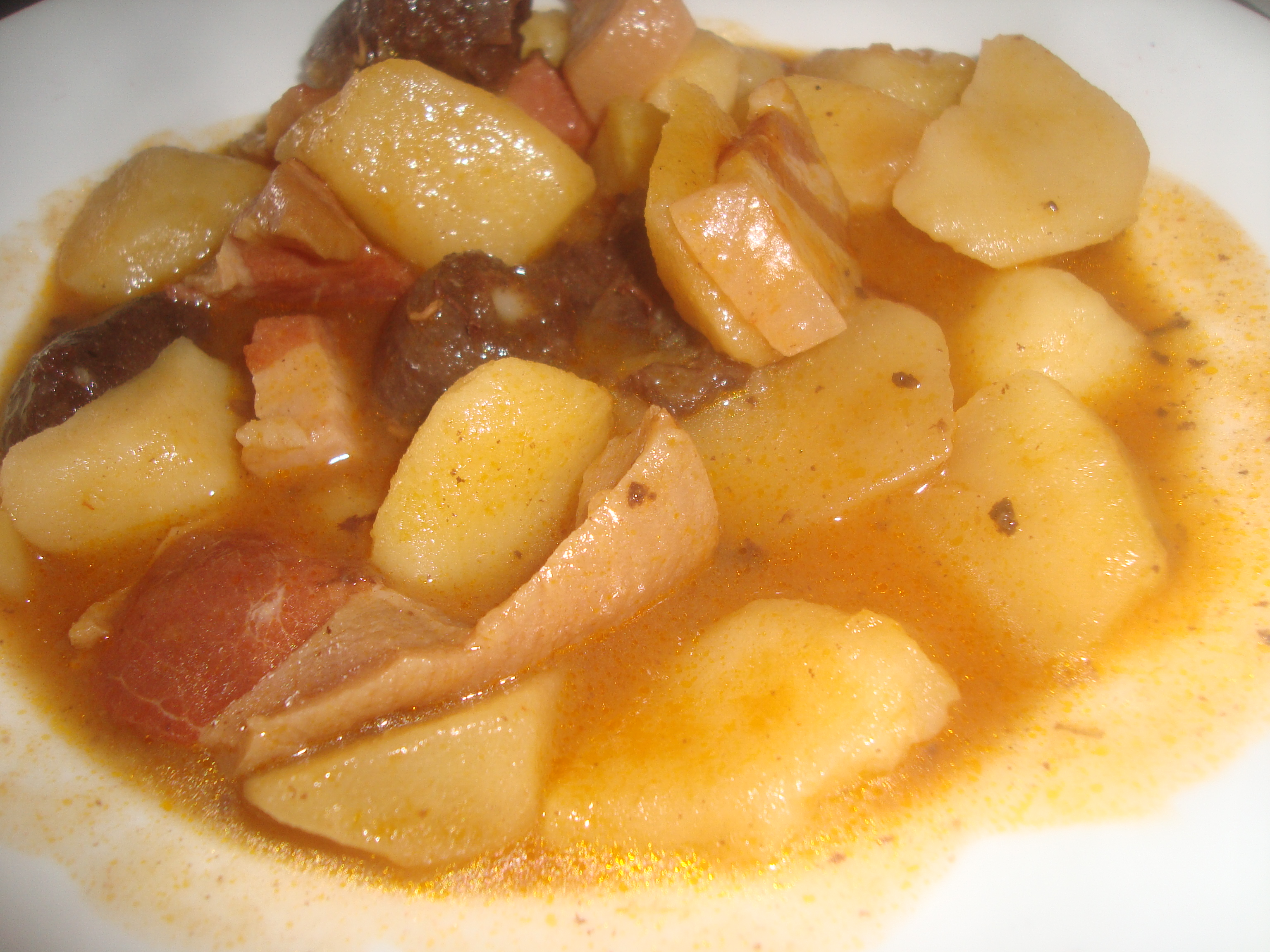
"Pataca grossa", la patata gruesa es un estofado típico de patatas cocinadas con embutidos de orza y panceta seca, es un plato popular antiguo de las masías (Hostal de la Montalbana, Ares del Maestrat, España).

La Montalbana es una pedanía del municipio español de Ares del Maestre, en la provincia de Castellón, Comunidad Valenciana. Según el censo de 2008 elaborado por el INE contaba con 23 habitantes.
Está situada a unos 11 km de la localidad de Ares, cerca del Puerto de Ares, en la carretera CV-15, justo donde se unen el barranco de Gasulla y la rambla Carbonera.
En la Montalbana se encuentran unas pinturas rupéstres que fueron declaradas, junto al resto del arte rupestre levantino, como Patrimonio de la humanidad por la Unesco. La Cueva Remigia y otros abrigos del barranco de Gasulla conservan importante pinturas que pueden ser visitadas.

## Economía
Basada tradicionalmente en la agricultura de secano.

## Gastronomía
La gastronomía popular de la Montalbana es un tipo de cocina muy rural basada en los productos propios de la tierra de secano (patatas, legumbres, harina de trigo, aceite, almendras, verduras, calabazas, setas) y en los productos típicos de la matanza del cerdo (jamón serrano, panceta seca, morcillas, saladuras), algunos de los platos típicos son el "Frito", la "Mullà", la "Pataca grossa", la "Olla amb cigrons i cardets", "Olla de fesols", "olla de dejuni", los guisos con bacalao, farinetes, guixasos, rustit, ....

## Lugares de interés
Rambla Carbonera.
Pinturas rupestres.